# Луцій Аврелій Орест (консул 157 року до н. е.)
Лу́цій Авре́лій О́рест (лат. Lucius Aurelius Orestes, близько 205 до н. е. — після 157 до н. е.) — політичний та військовий діяч часів Римської республіки, консул 157 року до н. е.

## Життєпис
Походив з роду нобілів Авреліїв. Про молоді роки немає відомостей.
У 163 році до н. е. був у складі посольства до Антіоха V Евпатора, царя Сирійського царства. У 160 році до н. е. його обрано претором. У 157 році до н. е. став консулом спільно з Секстом Юлієм Цезарем.
У 148 році до н. е. очолив посольство до Ахейського союзу. Тут у Коринфі проводив перемовини щодо укладання миру між Ахейським союзом та Спартою, яка на той час була союзником Риму. У 146 році до н. е. був легатом Луція Муммія під час війни проти Ахейського союзу. Про подальшу долю Луція Аврелія Ореста нічого невідомо.

## Сім'я
- Син — Луцій Аврелій Орест, консул 126 року до н. е.